# 垂花属
垂花屬（学名：Philesia）是被子植物中的一個屬，又名金钟木属，属内仅一种（金钟木，Philesia magellanica），分布于智利及阿根廷南部。
1. ↑  . Plants of the World Online. Board of Trustees of the Royal Botanic Gardens, Kew.   [2025-02-14]. （原始内容存档于2024-12-10） （英语）.